# 봉석주
봉석주(奉石柱, ? - 1465년 4월 19일)는 조선 전기의 무신이자 장군, 정치인이며, 계유정난과 세조 찬위에 공을 세운 공신이다. 본관은 하음(河陰)이며, 자는 군보(君輔), 호는 서관(墅觀)이다.
사육신 중 한사람인 박팽년의 형수 해평 윤씨를 노비로 삼았다가 곧 첩으로 삼았다. 정난공신 2등으로 녹훈되어 강성군(江城君)에 봉작되었고, 수군절도사 등을 역임했다. 충청북도 출신.

## 생애

### 초기 활동
일찍이 무과에 급제하여 훈련원봉사를 지냈다. 1442년 6월 부사정(副司正)으로 재직 중, 주서(注書) 권효량(權孝良)와 함께 관기 패강아(浿江兒)와 관계하였는데 이는 중국 사신 오양(吳良)이 관계한 여기(女妓)라 하여 의금부의 탄핵을 받고 장 80대형을 받았다.

### 계유정난과 세조찬위
1452년(문종 2년) 신이중(辛以中) 등 45인이 모두 활쏘기와 말달리며 활쏘기·창던지기를 잘하여 칭찬을 들었다. 1453년(단종 1년) 내금위(內禁衛)가 되었으며, 내금위 재직 중 수양대군, 한명회 등을 도와 계유정난에 가담하여 황보인(皇甫仁)·김종서(金宗瑞) 등을 제거하는 데 공을 세워, 1454년 수충 협책 정난 공신(輸忠協策靖難功臣) 2등으로 녹훈되고 강성군(江城君)에 봉해지면서 노비와 전답을 하사받고 통정 대부(通政大夫) 첨지중추원사(僉知中樞院事)로 승진했다.
이때 사육신 박팽년의 형 박대년(朴大年)의 처 해평 윤씨를 노비로 받았는데, 노비가 된 해평윤씨는 그의 첩이 되기를 자처하였다.
1455년 다시 첨지중추원사가 되었다. 1456년(세조 2년)에는 중추원 부사(中樞院副使)를 거쳐 동지중추원사(同知中樞院事)가 되었고, 1457년 다시 동지중추원사가 되었다. 그해 8월 길주(吉州)의 관노로 영속(永屬)된 여종 정비(定非)와 유응부(兪應孚)의 첩의 딸 환생(還生)을 노비로 하사받았다. 그해 도진무(都鎭撫)를 거쳐 1460년 10월 상호군(上護軍)으로, 세조와 정희왕후의 황해도(黃海道)·평안도(平安道) 순행(巡幸)을 호종하고 돌아왔으며, 바로 전라도처치사(全羅道處置使)로 부임하였다. 전라도 처치사로 부임했을 때 탐욕을 부려 말썽이 되었으며, 그 후 전라도수군절도사로 있을 때 군사들을 시켜 섬에 참깨와 면화를 심게 하여 거두어들인 후 배에 가득 싣고 귀임하여 횡령하였으므로 탄핵을 받아 투옥되었다가 곧 석방되었다.

### 탐욕과 갈등
1461년 초 도진무(都鎭撫)가 되었다. 한편 전라도 처치사로 있을 때 불법과 탐욕을 자행하여 대간으로부터 거듭 탄핵을 받자 소환, 세조에게 불려가 질책당하였다.
"너는 네가 가진 것이 부족(不足)한가? 불가(佛家)에서 말하기를, ‘삼독(三毒) 중에 탐(貪)하는 마음이 첫머리에 있다.’고 하였는데, 나는 비록 너의공훈(功勳) 때문에 너의 죄를 용서한다고 하지만, 대간(臺諫)이 반드시 용서하지 아니 할 것이다. 너는 심히 허망(虛妄)한 사람이니 속히 복죄(服罪)하라"
그해 12월 사헌부가 거듭 탄핵하였으나 세조는 듣지 않았고, 1462년 1월 초 사헌부가 계속해서 탄핵받고 파직당하였다. 그 뒤 사헌부가 그를 계속 탄핵하였으나 세조가 듣지 않았고, 그해 5월 다시 강성군(江城君)에 봉작되었다.
그해 9월 신숙주의 탄핵을 받았으나 왕이 듣지 않았다.

### 탄핵과 사형
1464년 8월 그의 여종의 남편 김말생(金末生)이 충주(忠州)에 살면서 울산(蔚山) 관리의 미포(米布)를 사적으로 쓰다가, 울산 관리가 이를 하소연하자 김말생의 미포는 본래 자신의 것이라며 빼앗았다. 또한 임자 없는 배를 자신의 것으로 취한 이연손(李延孫)의 아내 윤씨(尹氏)의 집에 사람을 보내, 윤씨의 집 하인들을 구타하고 배를 빼앗았다. 이후 언관들의 탄핵을 받고 8월 23일 소환되었다.
"너의 배를 남이 가지고 가므로 이를 체포하였다면 어찌하여 관(官)에 맡기지 아니하고 사사로이 스스로 묶고 구타(毆打)하였는가? 형벌(刑罰)과 상(賞)은 인군(人君)에게서 나오는데, 네가 형벌과 상을 주는 권리를 마음대로 하는가? 이연손(李延孫)의 아내는 중궁(中宮)의 자매(姉妹)인데 어찌하여 사람을 보내어 그 집을 수색 체포하였는가? 또 그 배가 나온 것이 어찌 바르지 아니한가? 너는 나의 공신(功臣)으로서 능히 나라의 법(法)을 따르고 봉행(奉行)하지 못하고, 여러 번 죄망(罪網)에 저촉(抵觸)되어 임금을 욕되게 하는데, 네 마음에도 편안한가? 너는 전에 처치사(處置使)가 되어 장죄(贓罪)를 범(犯)하였다는 더러운 소리가 있었는데, 그때 조정의 논의가 분분(紛紛)하였다. 그런데도 너는 어찌하여 마음에 부끄러움이 없는가? 전자(前者)에 내가 모과(木瓜)의 연구(聯句)를 지어서 너를 경계하였는데 너는 이를 잊어버렸는가? 네가 그 공신(功臣)임을 믿는가? 네가 만약 이와 같이 법(法)을 범(犯)하기를 그치지 않는다면 너를 훈적(勳籍)에서 삭제(削除)하고, 너를 훈부(勳府)에서 쫓아내는 것도 또한 내 처치(處置)에 달려 있는데, 너는 어찌 두려워하지 않는가? 오늘의 일을 내가 유사(有司)에 회부하지 않고 정원(政院)에 불러서 묻는 것은 너의 허물을 드러내지 않으려 함이다. 너는 곧 내 소년(少年) 시절부터 서로 알았고, 또 공신(功臣)이 되었으니, 네가 비록 죄가 있더라도 내가 무슨 마음으로 너를 죄주겠는가?"
하며 세조가 진노하였다. 그러나 봉석주가 반성하지 않고 오히려 죄를 불복(不服)하고 말이 자못 불손하자 세조는 진노하였다.
"내가 너를 가르치려고 하지 않는 일이 없는데, 너는 어찌하여 도리어 원망하는 말을 하는가? 너의 부끄러움을 모르는 것이 심하다. 너의 얼굴 위에 쇠가죽을 몇 겹이나 씌웠는가? 너는 결코 조정(朝廷)에 설 수가 없다."
그가 반성하는 기미를 보이지 않자 세조는 당일로 관직을 박탈하였다. 이후 사헌부가 그를 거듭 탄핵했으나 세조가 이를 무마시켰다. 그러나 세조로부터 심하게 질책당하자 1465년 김처의(金處義)·최윤(崔潤) 등과 같이 역모를 꾀하였다가 탄로날 것이 두려워 자백하였으나 훈작과 관직이 삭탈당하고 4월 19일 처형되었다.

## 사후
그해 11월 왕명으로 그가 점거하여 빼앗은 밭을 원주인들에게 되돌려주었다. 후일 1495년(연산군 1년) 후손들이 상소를 올려 신원(伸寃)되고 작위를 돌려받았으며 후에 시호가 내려졌다.
공신으로서 불천위가 되었는데, 충청북도 청원군 문의면(文義面)에 있는 봉석주부조묘(奉石柱不祧廟)에 배향되었다. 이는 후일 충북 문화재 자료 제8호로 지정된다.

## 기타
난신으로 처형될 때 그의 아들들도 함께 처형되었다. 그러나 당시 미성년자라서 살아남은 아들이 하나 있었는데, 나이가 찬 뒤에 처형되지 않고 방면되었다. 후일 연산군때인 1497년(연산군 10년) 그의 아들 중 어린 아들이 풀려난 점이 문제시되기도 했다.

## 가족 관계
- 첩 : 해평 윤씨, 윤연령의 딸, 윤근수, 윤두수의 고대고모
- 첩 : 금이(金伊)
- 첩 : 연경(延慶)
- 숙부 : 봉안당(奉安唐[3])

## 평가
사육신 집안의 여성을 노비로 분배받았는데, 이를 첩으로 취한 것이 실록에 나타난다. 그가 취한 첩 중 한사람인 해평윤씨는 사육신 박팽년의 형 박대년의 부인으로, 윤연령의 딸이며 윤두수, 윤근수의 증대고모이기도 하다.

## 같이 보기
| - 사육신 - 계유정난 - 세조 찬위 - 홍윤성 - 홍달손 - 권람 - 신숙주 - 한명회 - 최윤 - 한확 | - 생육신 - 권람 - 정인지 - 정현조 - 박원형 - 신숙주 - 성삼문 - 김시습 - 원호 - 송석충 | - 정난공신 - 생육신 - 박팽년 - 유상원 - 윤두수 - 윤근수 |

## 관련 문화재
- 청주 모충사 - 충청북도 문화재자료 제8호

## 참고 문헌
- 단종실록
- 세조실록
- 대동야승
- 연려실기술
- 국조보감